# Stereodon neckeroideus
Stereodon neckeroideus là một loài Rêu trong họ Hypnaceae. Loài này được (Schimp.) Mitt. mô tả khoa học đầu tiên năm 1859.